# Obština Trjavna
Obština Trjavna (bulharsky Община Трявна) je bulharská jednotka územní samosprávy v Gabrovské oblasti. Leží ve středním Bulharsku na severních svazích Staré planiny. Sídlem obštiny je město Trjavna, kromě něj zahrnuje obština 104 vesnic a 1 město. Žije zde zhruba 12 tisíc stálých obyvatel.

## Sídla
| - Armjankovci - Azmanite - Bachreci - Bangejci - Bărdarite - Bărdeni - Belica - Bižovci - Brežnicite - Čakalite - Černovrăch - Daevci - Dărvari - Dăskarite - Dimievci - Dobrevci - Dolni Marenci - Dolni Radkovci - Dolni Tomčevci - Dončovci - Donkino - Dragnevci - Drandarite - Enčovci - Fărevci - Fărtuni - Gajdari - Genčovci - Glutnicite - Golemi Stančovci - Gorjani - Gorni Conevci - Gorni Damjanovci - Gorni Marenci - Gorni Radkovci | - Christovci - Irineci - Ivan Dimov - Jabălkovci - Javor - Jovovci - Kašenci - Kerenite - Kiselkovci - Kisijcite - Koevci - Kojčovci - Kolju Ganev - Konarskoto - Krăstec - Krăsteňaci - Kresljuvcite - Malčovci - Malki Stančovci - Manevci - Marucekovci - Matešovci - Michovci - Milevci - Mogilite - Mrăzeci - Neďalkovci - Nenovci - Nikačkovci - Nikolaevo - Noseite - Nožerite - Okolite - Pavlevci - Păržigrach | - Plačkovci - Planinci - Pobăk - Popgergevci - Poprajkovci - Prestoj - Račovci - Radevci - Radino - Radoevci - Raevci - Rajnuškovci - Ralevci - Rašovite - Ruevci - Sečen Kamăk - Skorcite - Slivovo - Stajnovci - Stančov Chan - Stražata - Strămci - Svirci - Todorecite - Tomčevci - Trjavna (sídlo správy) - Urvata - Vălkovi - Velčovci - Velenci - Velkovo - Vladovci - Vlasatili - Vojnicite - Zelenka |

## Sousední obštiny
| Růžice kompasu |          | Drjanovo        |                | Růžice kompasu |
| Růžice kompasu | Gabrovo  | Sever           | Veliko Tărnovo | Růžice kompasu |
| Růžice kompasu | Gabrovo  | Obština Trjavna | Veliko Tărnovo | Růžice kompasu |
| Růžice kompasu | Gabrovo  | Jih             | Veliko Tărnovo | Růžice kompasu |
| Růžice kompasu | Kazanlăk | Măgliž          | Gurkovo        | Růžice kompasu |

## Obyvatelstvo
V obštině žije 10 428 obyvatel a je zde trvale hlášeno 11 052 obyvatel z toho v obou městech dohromady žije 94 % obyvatel a zbytek připadá na málo osídlené dědiny. Podle sčítání 7. září 2021 bylo národnostní složení následující:
- Bulhaři: 8 886 (98.5 %)
- Turci: 50 (0.6 %)
- Romové: 40 (0.4 %)
- ostatní: 44 (0.5 %)

V období 2011 až 2021 v obštině ubylo 2 574 obyvatel.